# 15 Pułk Strzelców Polskich (AP we Francji)
15 Pułk Strzelców Polskich (15 psp) – oddział piechoty Wojska Polskiego na Wschodzie.

## Formowanie i zmiany organizacyjne
Pułk został sformowany w 1918 roku w składzie 4 Dywizji Strzelców Polskich jako 2 Pułk Strzelców Polskich. Wiosną 1919 roku przeprowadzono reorganizację 4 Dywizji Strzelców Polskich. 2 psp przemianowany został na 15 Pułk Strzelców Polskich. W lipcu 1919 roku 15 Pułk Strzelców Polskich połączył się 31 Włocławskim pułkiem piechoty. Nowo sformowanemu pułkowi nadano nazwę 31 Pułk Strzelców Kaniowskich.

## Dowódcy pułku
- płk Michał Żymierski[3]
- mjr Skoroszyński[3]